# ماري كريستين بيورن
ماري كريستين بيورن (بالدنماركية: Marie Christine Bjørn)‏ هي راقصة باليه دنماركية، ولدت في 18 مارس 1763، وتوفيت في 15 أبريل 1837.